# Paspels
Paspels (rätoromanisch Pasqual) ist ein Dorf und ehemalige politische Gemeinde in der politischen Gemeinde Domleschg in der Region Viamala des Kantons Graubünden in der Schweiz. Sie bildet seit 2015 mit Almens, Pratval, Rodels und Tomils die neue Gemeinde Domleschg.

## Geographie
Die ehemalige Gemeinde liegt auf einer Terrasse über dem rechten Ufer des Hinterrheins am Westhang des Stätzerhorns. Der Ort besteht nebst dem Dorf aus den drei Teilen Canova, Dusch und Pardisla. Nachbargemeinden waren Tomils, Almens, Rodels und Cazis. Vom gesamten ehemaligen Gemeindegebiet von 457 ha sind 259 ha von Wald und Gehölz bedeckt. Immerhin 152 ha können landwirtschaftlich genutzt werden. Daneben gibt es 28 ha Siedlungsfläche und 18 ha unproduktive Fläche (meist Gebirge). In Paspels wird vorwiegend Viehwirtschaft, Acker-, etwas Obst- und Weinbau betrieben.

## Geschichte

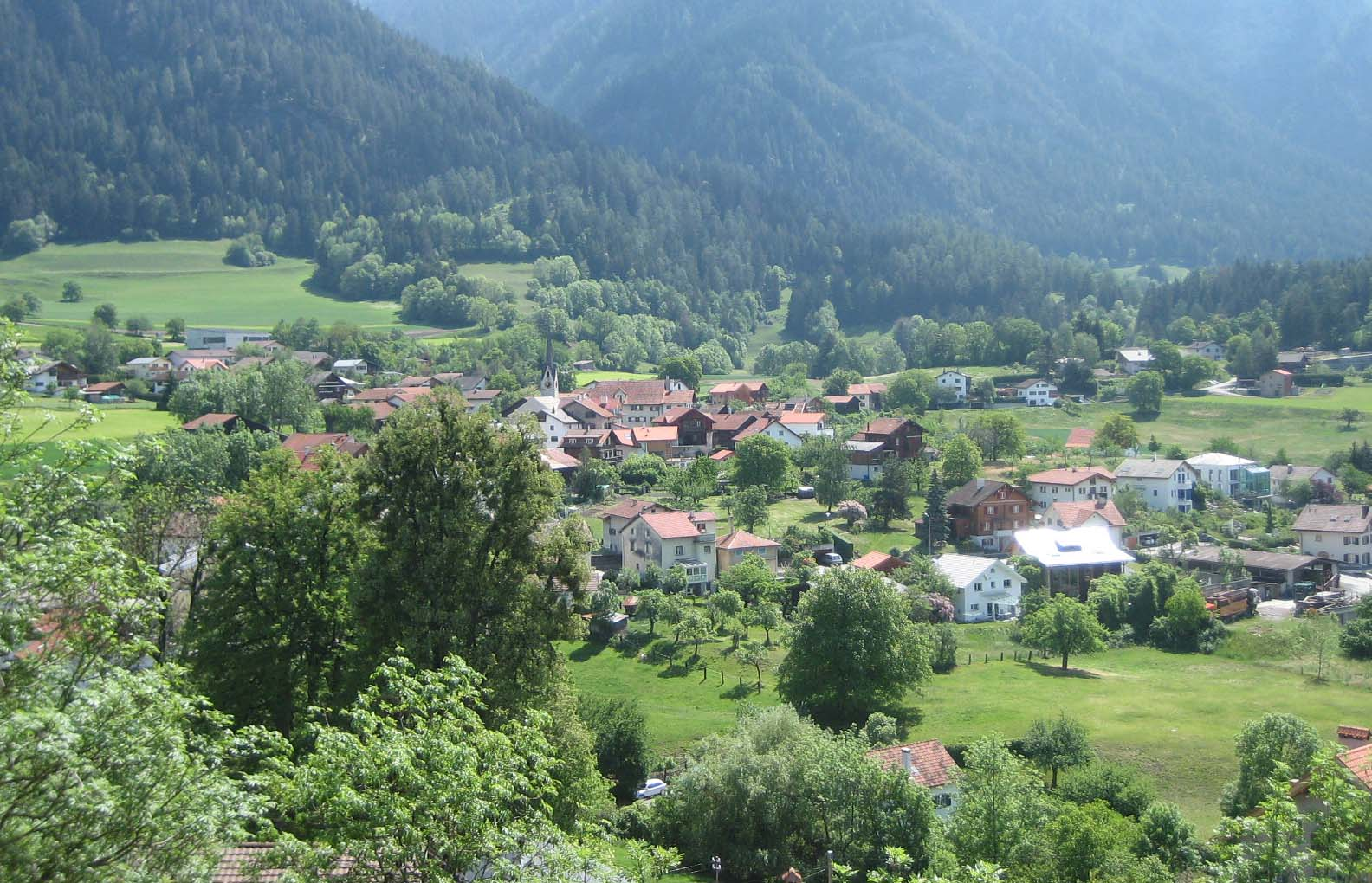
Dorfansicht

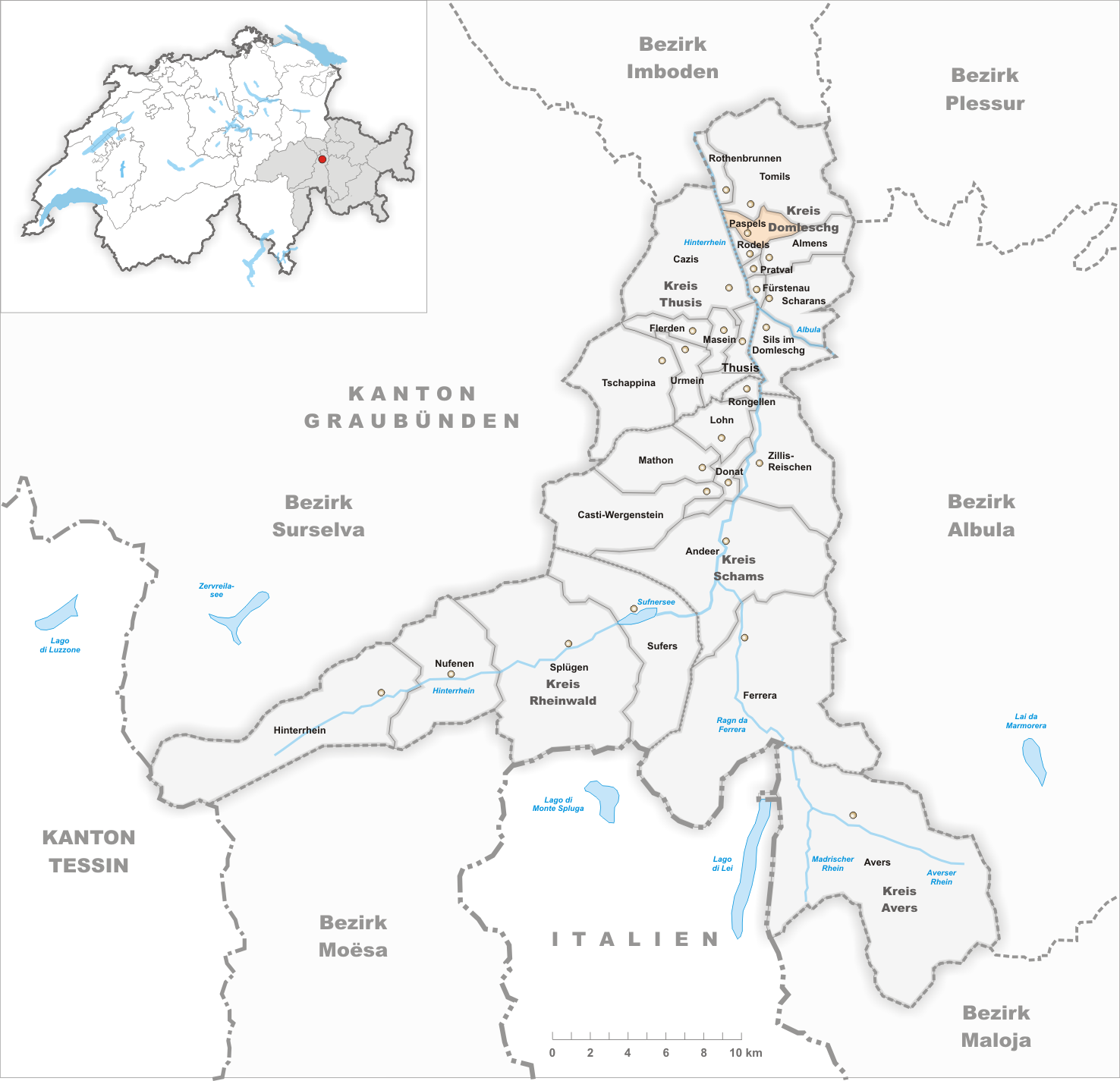
Gemeindestand vor der Fusion am 1. Januar 2015

Funde aus der Jungstein- und Römerzeit belegen, dass das Gebiet um Paspels damals schon besiedelt war. Erstmals urkundlich erwähnt wird Paspels im Jahre 1237 als villa Pascuals (Kopie). Damals war die Burg Alt-Süns der Mittelpunkt des umfangreichen Besitzes der Freiherren von Vaz im Domleschg. Wie die Burg Canova (Neu-Süns) wurde sie 1451 während der Schamserfehde zerstört. 1527 kaufte sich Paspels aus.
Das 1237 erstmals erwähnte, frühmittelalterliche Kirchenkastell St. Lorenz diente der rechten Talseite als Mutterkirche; die Dorfkirche St. Johannes Baptista stammt von 1662. Am Ende des 16. Jahrhunderts trat nur der Weiler Dusch oberhalb des Dorfes zur Reformation über. Die dortige katholische Kapelle St. Maria Magdalena gehörte 1508 dem Kloster Churwalden.
Um 1695 liess Johann Viktor von Travers, Enkel des Pompejus Planta, das Schloss Paspels auf dem vom Grossvater geerbten Besitz erbauen. Bis 1851 gehörte die Nachbarschaft Paspels zur Gerichtsgemeinde Ortenstein (im Boden). 1896/1897 wurde die Fahrstrasse gebaut. Paspels weist vorwiegend Viehwirtschaft, Acker-, etwas Obst- und Weinbau auf. Dank der ruhigen und sonnigen Wohnlage entwickelte sich in neuester Zeit eine starke Bautätigkeit.
Bis am 31. Dezember 2014 war Paspels eine eigene politische Gemeinde.

## Geographie
Die ehemalige Gemeinde liegt auf einer Terrasse über dem rechten Ufer des Hinterrheins am Westhang des Stätzerhorns. Der Ort besteht nebst dem Dorf aus den drei Teilen Canova, Dusch und Pardisla. Nachbargemeinden waren Tomils, Almens, Rodels und Cazis. Vom gesamten ehemaligen Gemeindegebiet von 457 ha sind 259 ha von Wald und Gehölz bedeckt. Immerhin 152 ha können landwirtschaftlich genutzt werden. Daneben gibt es 28 ha Siedlungsfläche und 18 ha unproduktive Fläche (meist Gebirge). In Paspels wird vorwiegend Viehwirtschaft, Acker-, etwas Obst- und Weinbau betrieben.

## Geschichte
Funde aus der Jungstein- und Römerzeit belegen, dass das Gebiet um Paspels damals schon besiedelt war.  Erstmals urkundlich erwähnt wird Paspels im Jahre 1237. Damals war die Burg Alt-Süns der Mittelpunkt des umfangreichen Besitzes der Freiherren von Vaz im Domleschg. Wie die Burg Canova  (Neu-Süns) wurde sie 1451 während der Schamserfehde zerstört. 1527 kaufte sich Paspels frei. Das 1237 erstmals erwähnte, frühmittelalterliche Kirchenkastell St. Lorenz diente der rechten Talseite als Mutterkirche; die Dorfkirche St. Johannes Baptista stammt von 1662.
Am Ende des 16. Jahrhunderts trat nur der Weiler Dusch oberhalb des Dorfes zur Reformation über. Die dortige katholische Kapelle St. Maria Magdalena gehörte 1508 dem Kloster Churwalden. Um 1695 liess Johann Viktor von Travers, Enkel des Pompejus Planta, das Schloss Paspels auf dem vom Grossvater geerbten Besitz erbauen. 1896 bis 1897 wurde die Fahrstrasse gebaut. Dank der ruhigen und sonnigen Wohnlage entwickelte sich in neuester Zeit eine starke Bautätigkeit.
Bis am 31. Dezember 2014 war Paspels eine eigene politische Gemeinde.
Seit dem 1. Januar 2015 gehört Paspels infolge Fusion mit Almens, Pratval, Rodels und Tomils zur neuen Gemeinde Domleschg und ist somit eine Fraktion von Domleschg.

## Wappen
| Wappen von Paspels | Blasonierung: «In Silber (Weiss) über grünem Dreiberg ein roter Laurentiusrost.» |
| Wappen von Paspels | Das Wappenmotiv verweist auf die ehemalige Talkirche Sankt Laurentius.           |

## Bevölkerung
| Bevölkerungsentwicklung | Bevölkerungsentwicklung | Bevölkerungsentwicklung | Bevölkerungsentwicklung | Bevölkerungsentwicklung | Bevölkerungsentwicklung | Bevölkerungsentwicklung | Bevölkerungsentwicklung | Bevölkerungsentwicklung | Bevölkerungsentwicklung | Bevölkerungsentwicklung | Bevölkerungsentwicklung |
| ----------------------- | ----------------------- | ----------------------- | ----------------------- | ----------------------- | ----------------------- | ----------------------- | ----------------------- | ----------------------- | ----------------------- | ----------------------- | ----------------------- |
| Jahr                    | 1808                    | 1850                    | 1900                    | 1950                    | 1960                    | 1980                    | 1990                    | 2000                    | 2005                    | 2014                    | 2021                    |
| Einwohner               | 245                     | 323                     | 302                     | 350                     | 286                     | 318                     | 358                     | 409                     | 464                     | 498                     | 542                     |

### Sprachen
1880 gaben noch 89 % der Bewohner Sutselvisch als Muttersprache an, 1910 waren es noch 77 % und 1941 noch 56 %. Obwohl die ehemalige Gemeinde in der Nachkriegszeit zum Deutschen wechselte, gaben 1970 noch 40 % der Einwohnerschaft Romanisch als Muttersprache an. Von den Ende 2005 464 Bewohnern waren 448 Schweizer Staatsangehörige.
| Sprachen in Paspels |                   |                   |                   |                   |                   |                   |
| Sprachen            | Volkszählung 1980 | Volkszählung 1980 | Volkszählung 1990 | Volkszählung 1990 | Volkszählung 2000 | Volkszählung 2000 |
| Sprachen            | Anzahl            | Anteil            | Anzahl            | Anteil            | Anzahl            | Anteil            |
| Deutsch             | 246               | 77,36 %           | 320               | 89,39 %           | 386               | 94,38 %           |
| Rätoromanisch       | 63                | 19,81 %           | 31                | 8,66 %            | 15                | 3,67 %            |
| Italienisch         | 3                 | 0,94 %            | 3                 | 0,84 %            | 4                 | 0,98 %            |
| Einwohner           | 318               | 100 %             | 358               | 100 %             | 409               | 100 %             |

## Sehenswürdigkeiten

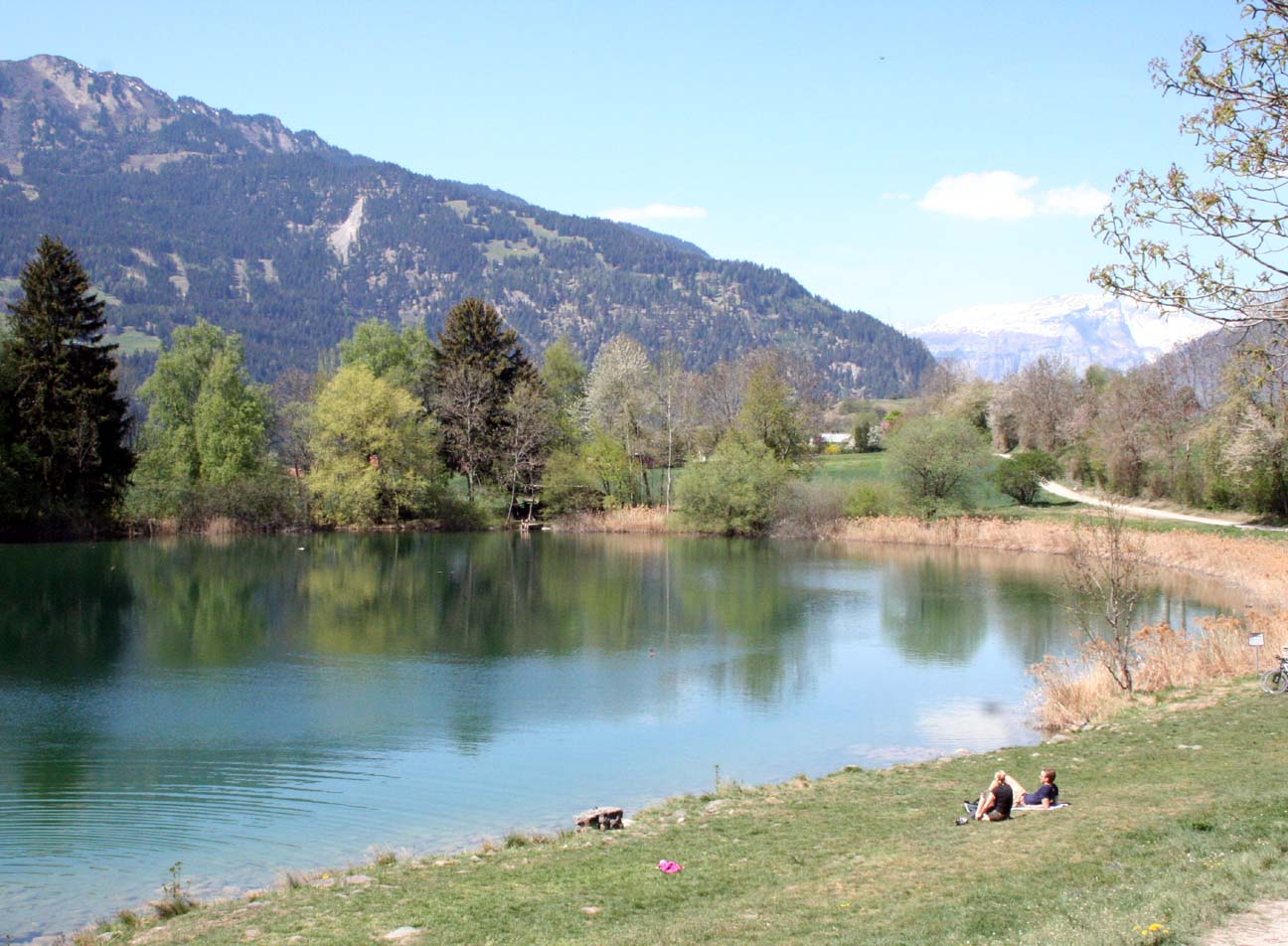
Canovasee

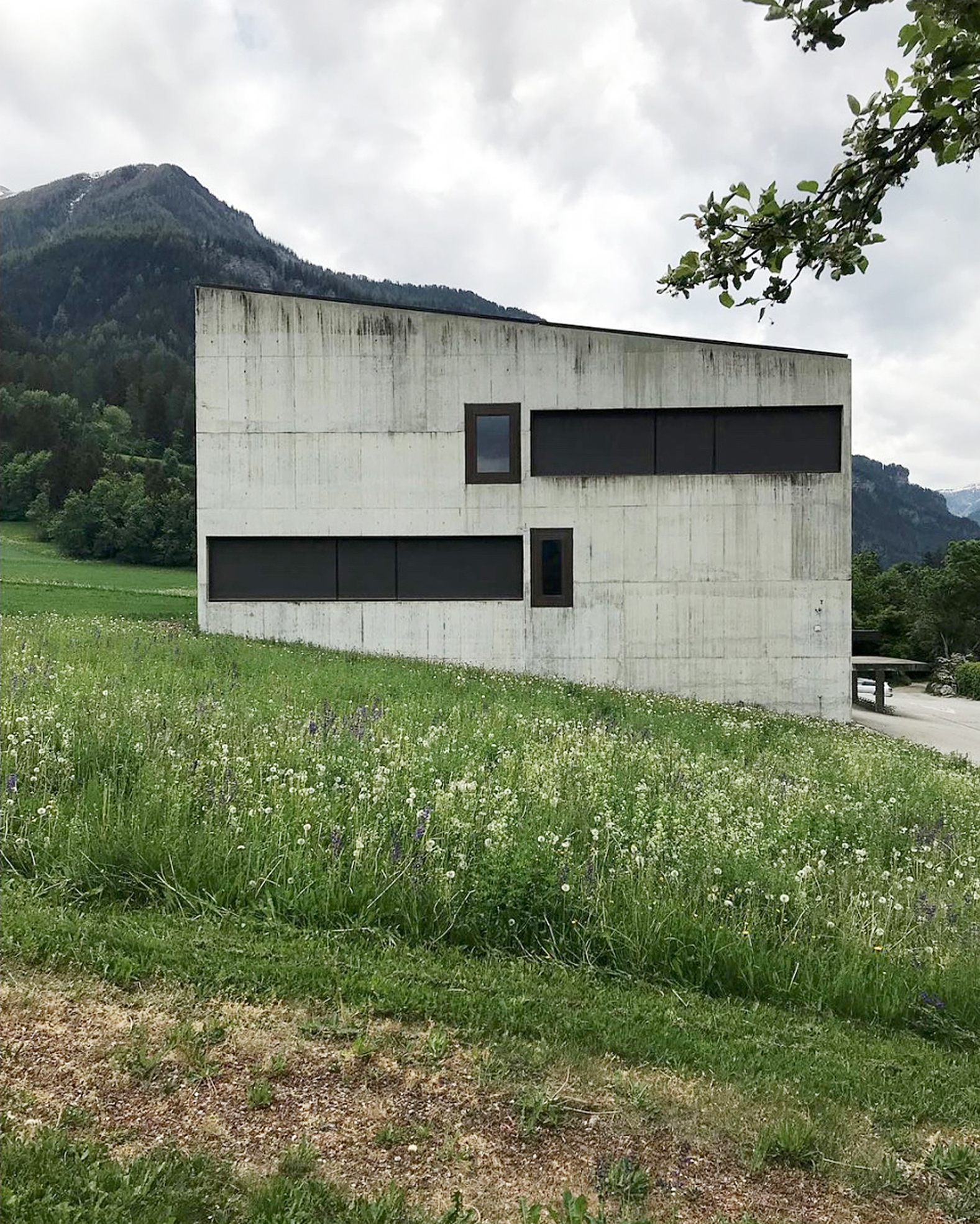
Oberstufenschulhaus

Das Dorf ist im Verzeichnis der schützenswerten Ortsbilder der Schweiz (ISOS) aufgeführt.
- Katholische Pfarrkirche St. Johannes Baptist[3]
- Kapelle St. Lorenz
- Kapelle St. Maria Magdalena
- Burg Alt-Süns
- Burg Neu-Süns (Canova)
- Schloss Paspels (Schloss Sins)
- Oberstufenschulhaus von Valerio Olgiati, Praktikant: Raphael Zuber[4]
- Canovasee, 777 m ü. M.: mit Wassertemperaturen bis etwa 24° einer der wärmsten (Bade-)Seen der Alpen, wohl der wärmste Graubündens.